# Ferdinand Poschacher von Poschach
Ferdinand Poschacher von Poschach (Innsbruck, 15 maggio 1819 – Sadowa, 3 luglio 1866) è stato un militare austriaco.

## Biografia

### I primi anni
Ferdinand Poschacher nacque il 15 maggio 1819 a Innsbruck ed era figlio del Generale Maggiore Sebastian Poschacher von Poschach (nobilitato il 30 settembre 1841). Il 31 ottobre 1829 egli intraprese la carriera militare frequentando l'accademia di Wiener Neustadt che lasciò nel giugno del 1837 con il grado di Fähnrich di fanteria e venne assegnato al 7º reggimento. Al suo trasferimento al 5º reggimento cacciatori egli venne promosso Luogotenente il 1º dicembre 1837. Con questo battaglione egli prese parte ai combattimenti contro gli insorgenti in Galizia nel 1846 ed il 5 giugno di quell'anno venne nominato Luogotenente Superiore con incarichi addizionali allo staff del corpo generale dove ricevette la promozione a Capitano il 13 giugno 1848.

### La campagna italiana del '48
Nell'anno successivo fu in Italia durante le rivolte insurrezionali come ufficiale della divisione del Feldmaresciallo Luogotenente Wilhelm Lichnowski ed ebbe modo di distinguersi nella Battaglia di Novara il 23 marzo 1849 che gli valse il conferimento della Croce al Merito Militare, ricevendo inoltre un pubblico elogio da parte dell'Imperatore il 14 luglio 1849. Nel corso degli anni successivi, Ferdinand Poschacher von Poschach prestò servizio nello staff generale e tra il 1853 ed il 1855 fu capo dello staff generale del 12º corpo d'armate, ricevendo la promozione a Maggiore il 10 novembre 1849, a Colonnello Luogotenente il 23 maggio 1854 ed a Colonnello il 9 maggio 1858.

### La seconda guerra d'indipendenza
Durante la campagna del 1859 il Colonnello Poschacher von Poschach ebbe nuovamente la possibilità di distinguersi in combattimento: per i suoi meriti nelle battaglie di Magenta e Turbigo, ottenne la croce di cavaliere di III Classe dell'Ordine della Corona Ferrea, anche se gli scontri non terminarono con la vittoria austriaca. L'11 novembre 1859 egli venne nominato comandante del 10º battaglione di cacciatori di Sankt Pölten (Bassa Austria), il famoso "Kopal-Jäger" delle armate di Radetzky del 1848. Negli anni, questo battaglione aveva collezionato molte vittorie, ma aveva subito numerose perdite e toccò quindi a Poschacher von Poschach il compito di riportarlo al suo splendore originario, infondendogli un nuovo spirito elitario. Il 27 giugno 1865 Ferdinand Poschacher von Poschach venne promosso al grado di Maggiore Generale e prese il comando di una brigata del 1º corpo d'armata.

### La guerra austro-prussiana e la tragica fine
All'inizio della guerra austro-prussiana, il 1º corpo d'armata, comandato dal generale di cavalleria Eduard Clam-Gallas, entrò in scena in Boemia inizialmente indipendente rimanendo poi nell'area della Moravia. La brigata di Poschacher consisteva essenzialmente in due reggimenti di fanteria (il 30°, il 34° ed il 18°), comandati dal Colonnello Franz Bergou, dal Colonnello Carl Schwertführer e dal Luogotenente Colonnello Sigmund Tobias von Hohendorf. Queste sue truppe ebbero i primi contatti col nemico nella guerriglia da strada della Battaglia di Podol del 26 giugno 1866 e fu qui che la brigata perse gran parte dei suoi elementi e venne nuovamente sbaragliata in altri combattimenti nella Battaglia di Jicin. Anche se in cattive condizioni, la compagnia prese parte alla Battaglia di Königgrätz il 3 luglio 1866, ma Ferdinand Poschacher venne ucciso durante una delle azioni belliche mentre guidava la sua brigata ed accompagnava il 18º battaglione cacciatori verso Chlum. La morte di Poschacher lo rese, assieme al Maggiore Generale Gustav Edler von Fragern (a Skalitz) ed al Maggiore Generale Carl Schulz (a Königgrätz), uno dei tre generali austriaci ad essere uccisi nelle azioni di questa guerra. Il campo di battaglia era molto ampio ed il suo corpo non venne trovato per settimane. Alla fine la vedova, che aveva aderito alla triste ricerca, ritrovò il suo corpo orribilmente mutilato, e gli fu possibile identificarlo solo tramite un medaglione che egli portava al collo. Per la sua condotta impeccabile durante lo scontro, postuma, gli venne concessa l'onorificenza di Cavaliere dell'Ordine Imperiale di Leopoldo con spade il 3 ottobre 1866.